# Gladiolus woodii
Gladiolus woodii är en irisväxtart som beskrevs av John Gilbert Baker. Gladiolus woodii ingår i släktet sabelliljor, och familjen irisväxter. Inga underarter finns listade i Catalogue of Life.